# 김미란
김미란(金尾蘭, 1970년 1월 2일 ~ )은 대한민국의 치어리더 출신이자 배우 겸 리포터이다.

## 학력
- 서일대학교 레크레이션과 졸업

## 출연작

### 영화
- 1990년 《장군의 아들》
- 1995년 《토요일 밤부터 일요일 새벽까지 2》
- 1996년 《18 + 1 cm의 여행》
- 1996년 《미스터 콘돔》... 에어로빅 강사 역
- 2005년 《안녕, 형아》... 준태 모 역
- 2014년 《현기증》... 혜민 역

### 방송
- 1992년 SBS 소설극장 《관촌 수필》
- 1993년 SBS 수목드라마 《친애하는 기타 여러분》
- 1994년 SBS 주말극장 《사랑의 향기》
- 1994년 SBS 아침드라마 《행복하고 싶어요》
- 1995년 SBS 주말극장 《옥이 이모》
- 2002년 SBS 주말극장 《화려한 시절》
- 2002년 KBS2 미니시리즈 《천국의 아이들》 ... 준구 모 역
- 2003년 SBS 대하드라마 《왕의 여자》 ... 지천복 상궁 역
- 2014년 SBS 월화 대기획 《비밀의 문》 ... 김 상궁 역
- 2022년 티빙 금요드라마 《돼지의 왕》 ... 부검의 역
- 2022년 MBC 금토드라마 《닥터 로이어》 ... 간호사 역